# Zheng he bencao
Matière médicale de l'ère Zheng he
La pharmacopée chinoise Zheng he bencao 政和本草 « Matière médicale de l’ère Zheng he » est une édition révisée de la Da guan bencao 大观本草 (1108) « Matière médicale de l’ère Da guan », elle-même une édition du manuscrit révisé de la grande pharmacopée Zheng lei bencao 证类本草 de Tang Shenwei. La Da guan bencao après sa révision par Cao Xiaozhong 曹孝忠 et al., fut publiée en 1116, sous le titre complet de Zhèng hé xīn xiū jīng shǐ zhèng lèi bèiyòng běncǎo 政和新修经史证类备用本草, en 30 chapitres. Elle comporte la description de 1 748 substances médicinales.
Elle a survécu à travers de la réimpression (sous les Yuan) avec le titre de Chóngxiū zhènghé jīng shǐ zhèng lèi bèiyòng běncǎo 重修政和经史证类备用本草.

## Historique du texte

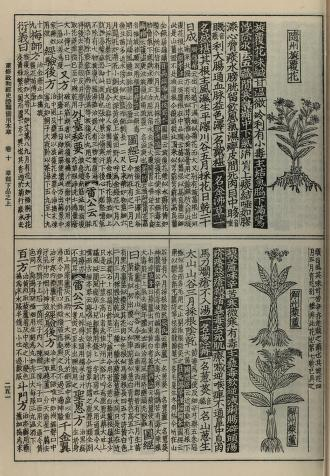
Extrait de Chong xiu zheng he jing shi zheng lei bei yong cao yao 重修政和经史证类备用草药

L’empereur Huizhong 徽宗 (r. 1100-1125) était un lettré accompli, regardé comme un saint taoïste de son vivant, et un calligraphe et peintre talentueux. Cependant entouré d’aventuriers, il a été l’artisan de l’écroulement politique et militaire de la dynastie face à la poussée des Jürchen qui l'a conduit au bord de l’abîme.
Ce fut l’empereur Huizong, fervent adepte du taoïsme, qui donna l’ordre au fonctionnaire médical Cao Xiaozhong 曹孝忠 à la tête d’une équipe de huit rédacteurs, de réviser la Da guan bencao elle-même publiée en 1108, peu de temps auparavant sous son règne. Cao publia son travail en 1116, soit huit ans après cette première édition, sous le titre court de Zheng he bencao 政和本草 « Matière médicale de l’ère Zheng he ».
À l’origine de cette série de révisions se trouve la grande pharmacopée Zheng lei bencao 证类本草, un travail remarquable de Tang Shenwei 唐慎微 (c. 1056 - 1093) qui sans soutien impérial combina les deux premières grandes pharmacopées des Song, la Jia you bencao 嘉祐本草 (1060) et la Tu jing bencao 图经本草 (1061) et y ajouta plus de 500 notices de substances médicinales. Cette œuvre ne fut pas publiée du temps de son vivant.

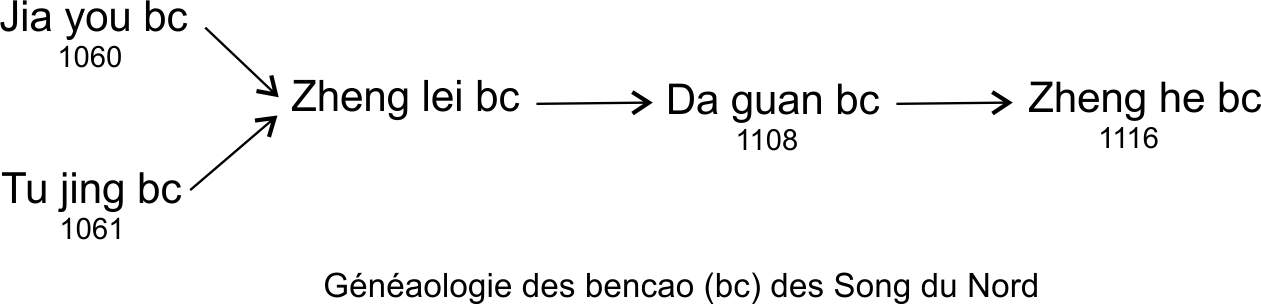
Schéma de la généalogie des pharmacopées principales de la dynastie des Song du Nord

À la veille de la prise de la capitale Kaifeng en 1127 par les Jürchen, la Zheng he bencao fut principalement diffusée en Chine du Nord.
Durant la dynastie Yuan 元 (mongole), lors de l'impression de l'ouvrage, son nom a été changé en Chóngxiū zhènghé jīng shǐ zhèng lèi bèiyòng běncǎo 重修政和经史证类备用本草. Alors que la plupart des bencao publiées antérieurement ont disparu, ce livre reflète presque toutes les connaissances pharmacologiques connues des Song.

## Le texte
La Zheng he bencao 政和本草 propose seulement 5 nouvelles drogues et en élimine une seule, sur la salive humaine, soit un total de 1 748 drogues ont été décrites. Le nombre de chapitres est donc passé de 1 745 à 1 748.
Toutes les éditions originales de ce travail ont été perdues.
Seule une autre version révisée et étendue, nommée Chóngxiū zhènghé běncǎo 重修政证类本草 « Matière médicale de l’ère Zheng he, à nouveau révisée » a été préservée.